# ميناء مركا
ميناء مركا (بالصومالية: Dekkeda marka)‏ هو الميناء البحري الرسمي لمدينة مركا جنوب الصومال، ويصنف على أنه ميناء فئة الرصيف.

## خلفية تاريخية
منذ زمن طويل عُرفت مدينة مركا بالصيد البحري.

### بورتو دي مركا
كان ميناء مركا عبارة عن مدخل صغير للصيد في أوائل القرن العشرين، في عشرينيات القرن الماضي، أنشأ الحاكم الإيطالي دي فيكي ميناء في بلدة مركا، وأطلق عليها رسميًا (بالإيطالية: بورتو دي ميركا)‏ وتمتع الميناء برصيف تُبحر منه سفن تحمل الصادرات الإيطالية الصومالية من الموز. 
في أواخر العشرينات من القرن الماضي وبداية الثلاثينيات من القرن الماضي، خضعت مركا للاستعمار الإيطالي واستوطنها المستوطنون الإيطاليون، بعد تطويرها. وكان ميناء مركا هو الثاني في الصومال الإيطالي ولُقّب بـ "ميناء الموز" (بالإيطالية: porto bananiero)‏ كونه اشتُهر بتصدير كميات ضخمة من الموز الصومالي باتجاه إيطاليا وأوروبا.
شهدت مدينة مركا تطورًا اقتصاديًا ضخمًا في ثلاثينيات القرن العشرين، بسبب نمو التجارة بشكل أساسي في ميناء مركا الذي كانت تربطه سكة حديد صغيرة بالأراضي الزراعية في جينالي وفيلابروزي.  خلال الحرب العالمية الثانية تسبب البريطانيون في بعض الأضرار التي لحقت ببلدة مركا ومينائها.
استمرت تجارة الموز في السنوات الأولى بعد الحرب، وخاصة خلال عقد الوصاية الإيطالية على لصومال (1950-1960).

### ميناء مركا بعدالحرب العالمية الثانية
استمر نشاط الميناء مع تراجع بسيط في الخمسينيات والستينيات والسبعينيات. إلا أنه تعرض للتخريب خلال الحرب الأهلية في التسعينيات، ليتوقف تصدير الموز.
في فبراير 2016 انسحبت القوات المسلحة الصومالية ما أدى إلى سيطرة حركة الشباب على مدينة مركا، إلا أن القوات المسلحة الصومالية استعاد السيطرة عليها بعدها بأيام، بدعم من قوات بعثة الاتحاد الإفريقي في الصومال عقب معركة صغيرة قتل فيها جندي صومالي والعديد من المسلحين وأربعة مدنيين. 

## مذكور في
- أنتونيتشيلي ، فرانكو. Trent'anni di storia italiana 1915-1945. إد. موندادوري. تورينو ، 1961.